# Alexei Popogrebski
Alexei Popogrebski (7 de agosto de 1972) é um diretor de cinema russo.